# 533
533 foi um ano comum do século VI que teve início e terminou a um sábado, segundo o Calendário Juliano. A sua letra dominical foi B.
| Ano completo                   |
| ------------------------------ |
| Ano comum com início ao sábado |

## Eventos
- 5 de maio a 2 de junho - Constantinopla II: foi o quinto concílio ecumênico da Igreja católica. Uma das principais características deste concílio foi a condenação de documentos nestorianos designados Os Três Capítulos.
- 15 de dezembro - a Batalha de Tricamaro começa, e Belisário derrota os Vândalos, sob comando de Gelimero e de Tzazo. Tzazo é morto e Gelimero foge às montanhas de Numídia. Os bizantinos de Justiniano I, comandados por Belisário, conquistam o reino vândalo do norte da África.
- 16 de dezembro - Guerra Vândala: o general bizantino Belisário derrota os vândalos, comandados pelo rei Gelimero, na Batalha de Tricamaro.
- Dionísio Exíguo "O pequeno" determina esse ano como 533º desde o nascimento de Jesus Cristo, embora errando os cálculos.